# Born To Be Yours
«Born To Be Yours» (en español: «Nacido Para Ser Tuyo») es una canción del DJ y productor de música noruego Kygo y la banda estadounidense de pop rock Imagine Dragons, lanzada por Sony Music y Ultra Records el 15 de junio de 2018. Fue escrita por los intérpretes y producida por Kygo.

## Antecedentes
El 11 de junio de 2018, Kygo anunció la colaboración en redes sociales con una foto de él y los miembros de la banda Imagine Dragons, acompañando la publicación con unos emojis de notas musicales. El reveló la carátula de la canción al día siguiente. Posteriormente, el 14 de junio, ambos artistas revelaron un adelanto de la canción y la fecha de estreno en redes sociales.
Kygo habló sobre la colaboración, diciendo: 

«Para mí, «Born To Be Yours» es una perfecta combinación de mi sonido mezclado con los icónicos elementos y vocales de la banda. Imagine Dragons es uno de mis grupos favoritos y es un gran honor que finalmente todos escuchen en lo que hemos estado trabajando.»

## Composición
«Born To Be Yours» es una canción Rock que contiene elementos de folk. La canción se caracteriza por "un frío ritmo electrónico" acompañado por "palmadas de manos y guitarras acústicas". Es descrita como "una desafiante fusión de las melodías de Kygo y los típicos instrumentales de Imagine Dragons así como la voz celestial de Dan Reynolds.

## Recepción crítica
Matthew Meadow de Your EDM alabó la canción, llamándola: "Una deliciosa dulce canción que absolutamente golpea el lugar"; miró el tema como "la perfecta combinación de ambos sonidos de los artistas", escribiendo: "Kygo produce mezclas sin fisuras con rasgos de guitarra acústica y la voz de Reynolds".
Ryan Castillo de Dancing Astronaut describió la canción como una representación de "la perfecta sinergia artística entre la
calidad vocal de la banda estadounidense y la inconfundible progresión acorde tropical melódica de Kygo", notando 
la canción más refrescante como la fusión en la integración de elementos de raíces musicales de Kygo, y concluyó de considerar la pista como "balanceada, profundamente movida e impresionantemente fresca" colaboración.

## Lista de sencillos
| Born To Be Yours: Descarga Digital |                    |                      |          |  |
| N.º                                | Título             | Artista(s)           | Duración |  |
| 1.                                 | «Born To Be Yours» | Kygo Imagine Dragons | 3:13     |  |

## Créditos
Adaptado del booklet de la edición «International Deluxe» de «Origins» y el recopilatorio «Kygo Hits Collection 2018 – Japan Only Edition».
Born To Be Yours
- Interpretado por Kygo e Imagine Dragons.
- Escrito por Kyrre Gørvell-Dahl, Dan Reynolds, Wayne Sermon, Ben McKee y Daniel Platzman.
- Publicado por Imagine Dragons Publishing (BMI) / Universal/KIDinaKORNER, Kygo (Sony ATV) / Songs of Universal, Inc, Sony/ATV Songs LLC.
- Producido por Kygo.
- Mezclado por Serban Ghenea.
- Ingeniería de Mezcla por John Hanes.
- Mezclado en “MixStar Studios” (Virginia Beach, VA).
- Masterizado por Randy Merrill en “Sterling Sound” (Nueva York).

℗ 2018 Kygo AS, under exclusive license to KIDinaKORNER/Interscope Records, a division of UMG Recordings Inc/ Sony Music Entertainment International Ltd/Ultra Records LLC

## Listas de Popularidad
| Lista (2018)                                          | Mejor posición |
| ----------------------------------------------------- | -------------- |
| Alemania (Media Control AG)                           | 22             |
| Australia (ARIA)                                      | 18             |
| Austria (Ö3 Austria Top 40)                           | 12             |
| Bélgica (Flandes) (Ultratop 50)                       | 41             |
| Bélgica (Valonia) (Ultratop 50)                       | 21             |
| Canadá (Canadian Hot 100)                             | 31             |
| Croacia (HRT)                                         | 27             |
| Comunidad de Estados Independientes (Top Hit)         | 48             |
| Escocia (Scottish Singles Sales Chart)                | 23             |
| Eslovaquia (Rádio Top 100)                            | 7              |
| Eslovaquia (Singles Digitál Top 100)                  | 9              |
| Eslovenia (SloTop50)                                  | 6              |
| España (PROMUSICAE)                                   | 90             |
| Estados Unidos (Billboard Hot 100)                    | 74             |
| Estados Unidos Hot Dance/Electronic Songs (Billboard) | 3              |
| Francia (SNEP)                                        | 14             |
| Hungría (Rádiós Top 40)                               | 7              |
| Hungría (Single Top 40)                               | 14             |
| Hungría (Stream Top 40)                               | 9              |
| Irlanda (IRMA)                                        | 19             |
| Italia (FIMI)                                         | 44             |
| Letonia (Latvijas Top 40)                             | 24             |
| México (Billboard Ingles Airplay)                     | 1              |
| Países Bajos (Dutch Top 40)                           | 16             |
| Países Bajos (Mega Single Top 100)                    | 36             |
| Nueva Zelanda (Recorded Music NZ)                     | 22             |
| Noruega (VG-lista)                                    | 4              |
| Polonia (Polish Airplay Top 100)                      | 12             |
| Portugal (AFP)                                        | 31             |
| República Checa (Rádio Top 100)                       | 67             |
| República Checa (Singles Digitál Top 100)             | 7              |
| Rusia Airplay (Tophit)                                | 34             |
| Suecia (Sverigetopplistan)                            | 4              |
| Suiza (Schweizer Hitparade)                           | 5              |
| Reino Unido (UK Singles Chart)                        | 54             |
| Ucrania (Tophit)                                      | 78             |

## Certificaciones
| País          | Organismo certificador | Certificación | Ventas certificadas | Ref.   |
| ------------- | ---------------------- | ------------- | ------------------- | ------ |
| Australia     | ARIA                   | Platino       | 70,000              |        |
| Austria       | IFPI Austria           | Oro           | 15,000              |        |
| Canadá        | MC                     | Platino       | 80,000              |        |
| Italia        | FMI                    | Oro           | 25,000              |        |
| México        | AMPROFON               | Platino       | 60,000              | [ 38 ] |
| Nueva Zelanda | RMNZ                   | Oro           | 15,000              |        |
| Polonia       | ZPAV                   | Oro           | 10,000              |        |

## Historial de lanzamiento
| Región        | Fecha               | Formato                    | Discográfica             | Ref. |
| ------------- | ------------------- | -------------------------- | ------------------------ | ---- |
| Todo el Mundo | 15 de junio de 2018 | Descarga digital Streaming | Sony Music Ultra Records |      |